# 669 Kypria
669 Kypria
669 Kypria là một tiểu hành tinh ở vành đai chính, thuộc nhóm tiểu hành tinh Eos. Nó được August Kopff phát hiện ngày 20.8.1908 ở Heidelberg và được đặt theo tên Kypria, bài thơ đôi khi được coi là của Homer, dùng như lời dẫn nhập vào tác phẩm Iliad